# Convolvulus incisus
Convolvulus incisus är en vindeväxtart som beskrevs av Herb. Mus. Par. och Jacques Denys Denis Choisy. Convolvulus incisus ingår i släktet vindor, och familjen vindeväxter. Inga underarter finns listade i Catalogue of Life.